# Penumuru
Penumuru là một mandal thuộc huyện Chittoor, bang Andhra Pradesh.

## Geography
Penumuru is located at 13°22′00″B 79°11′00″Đ / 13,3667°B 79,1833°Đ. It has an average elevation of 368 meters.